# ويليام سميث (محافظ على الطبيعة)
ويليام سميث (بالإنجليزية: William Walter Smith)‏ هو عالم طبيعي نيوزيلندي، ولد في 1852، وتوفي في 1942.